# Tetjana Petrova
Tetjana Romanivna Petrova, accreditata come Tetiana Petrova dalla FIS (in ucraino Тетяна Романівна Петрова?; 5 giugno 1993), è una sciatrice freestyle ucraina, specialista nelle gobbe.

## Biografia
In Coppa del Mondo ha esordito il 9 febbraio 2017 a Ruka (41ª).
Nel 2018 ha preso parte ai XXIII Giochi olimpici invernali a Pyeongchang venendo eliminata nelle qualificazioni e classificandosi trentesima nella gara di gobbe.